# اجای نایدو
اجای نایدو (انگلیسی: Ajay Naidu؛ زادهٔ ۱۲ فوریهٔ ۱۹۷۲) بازیگر اهل ایالات متحده آمریکا است. وی از سال ۱۹۸۵ میلادی تاکنون مشغول فعالیت بوده‌است.
از فیلم‌ها یا برنامه‌های تلویزیونی که وی در آن نقش داشته‌است می‌توان به کشتیگیر، شوهر تصادفی، کی-پکس، دیکتاتور، قتل عادلانه، مرثیه برای یک رؤیا، سانتای بد، اسکری مووی ۳، هتلی برای سگها، هانیبال، پی، غول من، محیط اداره، گورو، مونتانا، لمس کن و برو، حومه شهر، سقوط کردن و معلم کودکستان اشاره کرد.